# Про кохання та інших демонів
Про кохання та інших демонів (ісп.Del amor y otros demonios) — роман колумбійського письменника, нобелівського лауреата, Габрієля Гарсія Маркеса опублікована у 1994 р. В основі сюжету лежить історія дванадцятирічної Марії-Анхели, єдиної доньки маркіза Касальдуеро. Мати дівчини, Бернарда Кабрера, пообіцяла святим, що якщо її донька, котра народилась з пуповиною навколо шиї, виживе їй ніколи не стригтимуть волосся. Молоду маркізу звинувачують в одержимості бісами і ув'язнюють в монастирі, де за спасіння її душі береться отець Каетано. Під час останнього обряду екзорцизму, коли було відрізано її волосся, Марія-Анхела помирає. Однак, чарівним чином волосся відростає знову і не припиняє рости навіть після її смерті.

## Тема
Теми роману – політика та секс, обидві постійні турботи автора. Біограф Девід Сміт назвав «Новий Макіавеллі» «найбільш автобіографічним романом Уеллса».  Розвиток політичних і сексуальних пристрастей у головного героя простежується в складних деталях. Штучність вікторіанської та едвардіанської моралі є головною мішенню роману: «Слава Богу! Я скоро вийду з цього! Ганьба! Самі дикуни в Австралії виховують своїх дітей краще, ніж це роблять сьогодні англійці. Жоден із нас ніколи не мав погляду на те, що вони називають мораллю, який би не показував його як пошарпана покірливість, як найпідліший розсуд, жалюгідне підкорення нерозумні заборони! Покірна віддача духу і тіла під диктат педантів, жінок і дурнів — нас не вчили!

## Сюжет
У пролозі Гарсіа Маркес стверджує, що роман є вигаданим відображенням легенди, яку автору розповіла його бабуся, коли він був хлопчиком: про 12-річну маркізу з довгим розпущеним волоссям, яка померла від сказу та вважалася «чудотворною». У цій кадровій історії лише після розкопок гробниць Гарсіа Маркес став свідком могили подібної молодої дівчини з 22-метровим волоссям, яке все ще прикріплене до черепа, що його надихнуло написати «Любов та інші демони».
Події розгортаються у XVIII столітті в колумбійському портовому місті Картахена-де-Індіас. Сієрва Марія де Тодос Лос-Анджелес — дванадцятирічна донька маркіза Ігнасіо та його дружини Бернарди. Її волосся ніколи не стригли, і воно було обіцяне святим, коли вона народилася з пуповиною на шиї. Вона була вихована рабами, вільно розмовляє кількома африканськими мовами та називає себе африканським ім’ям «Марія Мандінга».
Під час прогулянки містом у свій день народження її кусає скажений собака. За кілька місяців тубільна жінка Сагунта попереджає маркіза про наближення сказу та ймовірність того, що С’єрва-Марія може померти від нього. Лікар Абренунсіо каже Ігнасіо, що Сієрва-Марія не перебуває під загрозою зараження сказом; незважаючи на це, Ігнасіо піддає її численним катуючим методам зцілення, намагаючись врятувати її. Ігнасіо радиться з єпископом, який переконує його, що Сьєрва-Марія одержима демонами і її необхідно вигнати. Незважаючи на відсутність симптомів сказу, її відправляють до монастиря Санта-Клара, щоб пройти екзорцизм, від якого померло багато людей.
У монастирі до Сієрви Марії жорстоко поводяться  її єдина подруга — інша в'язня, черниця Мартіна Лаборд. Священник, якому призначено екзорцизм, отець Каєтано Делаура, добрий до неї і спочатку вважає, що її не потрібно виганяти. Делаура закохується в Сієрва Марію, хоча вона все ще холодна до нього. Маркіз просить Делауру повернути йому дочку. Спочатку Делаура радиться з Абренунсіо, потім він відвідує С'єрва-Марію і врешті переконується, що С'єрва-Марія насправді одержима демоном. Єпископ за непокору Делаура позбавляє його посади і відправляє служити в лікарню для прокажених. Він продовжує таємно відвідувати С'єрва-Марію, використовуючи тунель для доступу до її кімнати. Він зізнається їй у коханні. Вони разом їдять, сплять і декламують вірші. Їхні стосунки стають фізичними, але не завершуються. Сієрва Марію нарешті викликають, щоб її вигнали. Її волосся відстрижене. Після екзорцизму інший єпископ обіцяє видалити її з монастиря, але помирає, не встигнувши це зробити. Делаура та С'єрва Марія продовжують зустрічатися, поки тунель не закривають після того, як Мартіні вдається втекти з монастиря. Сієрва Марія, мучена екзорцизмом, самотністю та голодом, зрештою помирає, так і не дізнавшись, де Делаура. Все одно її волосся продовжує рости з мертвого тіла.